# UEFA Futsal Champions League 2022-2023
La UEFA Futsal Champions League 2022-2023 è stata la 22ª edizione del torneo continentale riservato ai club di calcio a 5 vincitori nella precedente stagione del massimo campionato delle federazioni affiliate alla UEFA, la 5ª con questa denominazione. La competizione è iniziata il 24 agosto 2022 e si è conclusa con la Final Four giocata tra il 5 e il 7 maggio 2023 nella città di Palma, in Spagna. La squadra organizzatrice della fase finale del torneo, il Palma Futsal, si è aggiudicata il titolo alla sua prima partecipazione.

## Squadre partecipanti
La Spagna, federazione di provenienza della detentrice del trofeo, il Barcellona, e le altre tre migliori federazioni del ranking per nazionali ad aprile 2022 ovvero Portogallo, Russia e Kazakistan hanno diritto a iscrivere due squadre. Dopo la decisione dell'UEFA di escludere i club russi da tutte le competizioni a seguito del conflitto russo-ucraino il diritto alla seconda squadra è passato alla federazione croata. Sempre per via dell'invasione russa, il Prodeksim, primo in classifica al momento dell'interruzione del campionato ucraino, ha dovuto rinunciare alla partecipazione. Al suo posto, è stato ammesso l'Uragan, secondo in classifica. I detentori del Barcellona e le altre 23 squadre con i coefficienti più alti partono direttamente dal turno principale. Le altre 32 iniziano dal turno preliminare.
Le squadre che hanno già vinto la competizione sono Barcellona (che può eguagliare il record di vittorie dell'Inter), Sporting Lisbona, Qairat e Benfica, mentre Amigo Northwest, FC Cardiff, Feldi Eboli, Folgore, Fortuna WNSC, Ísbjörninn, Palma, Piast Gliwice, Pola, Nistru-Chișinău, Stuttgarter, ASA Technion Haifa, Vesterålen e Yerevan FC sono al debutto. L'Anderlecht ha già partecipato in passato con il nome di Halle-Gooik. Il Qairat è alla sua 19ª partecipazione, record assoluto della manifestazione.

### Ranking federazioni
Per determinare le quattro federazioni che hanno diritto a iscrivere due squadre viene utilizzato il ranking UEFA per nazionali di futsal maschile aggiornato ad aprile 2022.
| Rank | Federazione          | Coeff.   | Squadre |
| ---- | -------------------- | -------- | ------- |
| 1    | Portogallo           | 2693.758 | 2       |
| 2    | Russia               | 2547.159 | 0       |
| 3    | Spagna (TH)          | 2488.909 | 2       |
| 4    | Kazakistan           | 2367.187 | 2       |
| 5    | Croazia              | 2051.042 | 2       |
| 6    | Serbia               | 2050.143 | 1       |
| 7    | Azerbaigian          | 2015.589 | 1       |
| 8    | Ucraina              | 2009.816 | 1       |
| 9    | Italia               | 1934.516 | 1       |
| 10   | Repubblica Ceca      | 1887.535 | 1       |
| 11   | Georgia              | 1871.616 | 1       |
| 12   | Finlandia            | 1854.372 | 1       |
| 13   | Slovacchia           | 1847.970 | 1       |
| 14   | Slovenia             | 1841.333 | 1       |
| 15   | Bosnia ed Erzegovina | 1837.207 | 1       |
| 16   | Polonia              | 1781.027 | 1       |
| 17   | Romania              | 1738.151 | 1       |
| 18   | Paesi Bassi          | 1686.516 | 1       |
| 19   | Bielorussia          | 1646.403 | 1       |

| Rank | Federazione        | Coeff.   | Squadre |
| ---- | ------------------ | -------- | ------- |
| 20   | Ungheria           | 1637.232 | 1       |
| 21   | Francia            | 1615.979 | 1       |
| 22   | Belgio             | 1607.692 | 1       |
| 23   | Lettonia           | 1464.140 | 1       |
| 24   | Macedonia del Nord | 1449.976 | 1       |
| 25   | Moldavia           | 1419.922 | 1       |
| 26   | Montenegro         | 1321.596 | 1       |
| 27   | Albania            | 1299.617 | 1       |
| 28   | Kosovo             | 1264.428 | 1       |
| 29   | Turchia            | 1257.736 | 1       |
| 30   | Norvegia           | 1255.233 | 1       |
| 31   | Danimarca          | 1236.240 | 1       |
| 32   | Svezia             | 1235.426 | 1       |
| 33   | Armenia            | 1217.145 | 1       |
| 34   | Inghilterra        | 1204.183 | 1       |
| 35   | Germania           | 1188.549 | 1       |
| 36   | Grecia             | 1155.396 | 1       |
| 37   | Israele            | 1142.105 | 1       |

| Rank | Federazione      | Coeff.   | Squadre |
| ---- | ---------------- | -------- | ------- |
| 38   | Svizzera         | 1098.903 | 1       |
| 39   | Cipro            | 1085.011 | 1       |
| 40   | Bulgaria         | 1063.645 | 1       |
| 41   | Galles           | 1011.432 | 1       |
| 42   | Lituania         | 910.904  | 1       |
| 43   | Andorra          | 910.044  | 1       |
| 44   | San Marino       | 853.043  | 1       |
| 45   | Estonia          | 849.940  | 1       |
| 46   | Malta            | 837.308  | 1       |
| 47   | Scozia           | 816.083  | 1       |
| 48   | Gibilterra       | 780.661  | 1       |
| 49   | Austria          | 728.018  | 1       |
| 50   | Irlanda del Nord | 724.015  | 1       |
| (NR) | Irlanda          | —        | 1       |
| (NR) | Islanda          | —        | 1       |
| (NR) | Lussemburgo      | —        | 1       |
| (NR) | Fær Øer          | —        | DNE     |
| (NR) | Liechtenstein    | —        | DNE     |

Note
- (TH) – Nazione con il club detentore del titolo
- (DNE) – Nazione non partecipante
- (NR) – Nazione senza ranking

### Distribuzione delle squadre
La distribuzione delle squadre è regolata dal coefficiente UEFA delle squadre, basato sulle prestazioni delle squadre nelle ultime 3 stagioni.
|                                |                                | Squadre che accedono nel turno                               | Squadre provenienti dal turno precedente |
| ------------------------------ | ------------------------------ | ------------------------------------------------------------ | --- |
| Turno preliminare (32 squadre) | Turno preliminare (32 squadre) | - 32 squadre con ranking più basso                           | |
| Turno principale               | Percorso A (16 squadre)        | - Detentori del titolo - 15 squadre con ranking 1–11 e 16–19 | |
| Turno principale               | Percorso B (16 squadre)        | - 8 squadre con ranking 12–15 e 20-23                        | - 8 prime classificate del turno preliminare |
| Turno élite (16 squadre)       | Turno élite (16 squadre)       |                                                              | - 4 prime classificate del percorso A del turno principale - 4 seconde classificate del percorso A del turno principale - 4 terze classificate del percorso A del turno principale - 4 prime classificate del percorso B del turno principale |
| Final four (4 squadre)         | Final four (4 squadre)         |                                                              | - 4 prime classificate del turno élite |

### Lista
I club sono stati ordinati in base al loro coefficiente UEFA (aggiornato al 2022).

| Turno principale | Turno principale  | Turno principale | Turno principale | Turno principale |
| Rank             | Squadra           | Coeff.           | Percorso         | Fascia           |
| ---------------- | ----------------- | ---------------- | ---------------- | ---------------- |
| TH               | Barcellona (TH)   | 79.833           | A                | 1                |
| 1                | Sporting Lisbona  | 60.166           | A                | 1                |
| 2                | Benfica (RU)      | 44.499           | A                | 1                |
| 3                | Palma (RU)        | 34.833           | A                | 1                |
| 4                | Qairat            | 26.999           | A                | 2                |
| 5                | Dobovec           | 19.499           | A                | 2                |
| 6                | Prodeksim         | 14.333           | A                | 2                |
| 7                | Ayat (RU)         | 14.333           | A                | 2                |
| 8                | NV Makarska (H)   | 11.333           | A                | 3                |
| 9                | Anderlecht (H)    | 10.500           | A                | 3                |
| 10               | Hovocubo          | 9.000            | A                | 3                |
| 11               | Haladás           | 9.000            | A                | 3                |
| 12               | Chrudim           | 8.667            | B                | 1                |
| 13               | Žalgiris (H)      | 7.500            | B                | 1                |
| 14               | Stalìca Minsk     | 7.333            | B                | 1                |
| 15               | Mostar-SG (H)     | 7.000            | B                | 1                |
| 16               | United Galați (H) | 7.000            | A                | 4                |
| 17               | St. Andrews (H)   | 6.500            | A                | 4                |
| 18               | Pola (RU)         | 6.333            | A                | 4                |
| 19               | Sporting Parigi   | 5.583            | A                | 4                |
| 20               | Liqeni (H)        | 4.500            | B                | 2                |
| 21               | Shkupi (H)        | 4.334            | B                | 2                |
| 22               | Araz Naxçıvan     | 4.250            | B                | 2                |
| 23               | Feldi Eboli       | 3.833            | B                | 2                |

| Turno preliminare | Turno preliminare  | Turno preliminare | Turno preliminare |
| Rank              | Squadra            | Coeff.            | Fascia            |
| ----------------- | ------------------ | ----------------- | ----------------- |
| 24                | KaDy               | 3.750             | 1                 |
| 25                | Georgians Tbilisi  | 3.500             | 1                 |
| 26                | Minerva (H)        | 3.250             | 1                 |
| 27                | Gentofte           | 3.250             | 1                 |
| 28                | Lučenec            | 3.250             | 1                 |
| 29                | Piast Gliwice (H)  | 2.333             | 1                 |
| 30                | Differdange 03     | 2.166             | 1                 |
| 31                | Yerevan FC (H)     | 2.000             | 1                 |
| 32                | Doukas (H)         | 1.833             | 2                 |
| 33                | Stuttgarter (H)    | 1.667             | 2                 |
| 34                | Helvecia           | 1.500             | 2                 |
| 35                | Loznica            | 1.499             | 2                 |
| 36                | Fortuna WNSC (H)   | 1.083             | 2                 |
| 37                | Titograd           | 1.000             | 2                 |
| 38                | Blue Magic         | 0.999             | 2                 |
| 39                | APOEL              | 0.917             | 2                 |
| 40                | Örebro             | 0.833             | 3                 |
| 41                | Cosmos Tallinn (H) | 0.750             | 3                 |
| 42                | Nistru-Chișinău    | 0.750             | 3                 |
| 43                | Petrow             | 0.500             | 3                 |
| 44                | Tirana (H)         | 0.500             | 3                 |
| 45                | PYF Saltires       | 0.500             | 3                 |
| 46                | Encamp             | 0.500             | 3                 |
| 47                | Vesterålen         | 0.417             | 3                 |
| 48                | Şişli              | 0.333             | 4                 |
| 49                | FC Cardiff         | 0.333             | 4                 |
| 50                | ASA Technion Haifa | 0.250             | 4                 |
| 51                | Amigo Northwest    | 0.166             | 4                 |
| 52                | Europa FC          | 0.000             | 4                 |
| 53                | Folgore            | 0.000             | 4                 |
| 54                | Belfast United     | 0.000             | 4                 |
| 55                | Ísbjörninn         | 0.000             | 4                 |

Note
- (TH) – Squadra campione in carica
- (RU) – Secondo posto nazionale
- (H) - Selezionato come ospitante

## Formula[3][8]
- Turno preliminare (24-28 agosto 2022)

In questo turno si affrontano le 32 squadre con il ranking più basso, divise in 8 gironi da quattro squadre da giocarsi in casa di una delle squadre, le vincitrici dei gironi accedono al turno successivo.
- Turno principale (25-29 ottobre 2022)

Percorso A:
Seguono questo percorso la squadra detentrice, le altre prime 11 squadre del ranking e quelle dal 16º al 19º posto nel ranking, divise in quattro gironi da quattro squadre, da giocare in casa di una delle partecipanti. Le prime tre squadre in ognuno dei gironi si qualificano a turno élite.
Percorso B:
Le squadre dal 12º al 15º posto e dal 20º al 23º posto verranno raggiunte dalle vincitrici del turno preliminare, per un totale di 16 partecipanti, anche qui divise in quattro gironi da quattro squadre, da giocare in casa di una delle partecipanti. Le vincitrici dei gironi si qualificano al turno élite.
- Turno élite e final four (22-27 novembre 2022)

Le 16 squadre si affrontano in quattro gironi da quattro, da sorteggiarsi in primavera. Le rispettive vincitrici dei gironi si qualificano per la fase finale.
- Final four (aprile o maggio 2023)

Le 4 squadre si affrontano in una final four in sede unica per determinare il podio della competizione.

### Criteri di classificazione
Nei turni preliminare, principale ed élite le squadre sono classificate in base ai punti ottenuti (3 per la vittoria, uno per il pareggio, 0 per la sconfitta). In caso di parità vengono applicati i seguenti criteri:
1. Maggior numero di punti nelle partite disputate fra le squadre in questione (scontri diretti);
2. Miglior differenza reti nelle partite disputate fra le squadre in questione;
3. Maggior numero di gol segnati nelle partite disputate fra le squadre in questione;
4. Se alcune squadre sono ancora a pari merito dopo aver applicato questi criteri, essi vengono riapplicati esclusivamente alle partite fra le squadre in questione per determinare la classifica finale. Se la suddetta procedura non porta a un esito, si applicano i seguenti criteri;
5. Miglior differenza reti in tutte le partite del girone;
6. Maggior numero di gol segnati in tutte le partite del girone;
7. Minor numero di punti disciplinari (rosso diretto= 3 punti, giallo = 1 punto, doppio giallo = 3 punti);
8. Coefficiente UEFA al momento del sorteggio per il turno in questione.

Se due squadre che hanno lo stesso numero di punti e hanno segnato e concesso lo stesso numero di gol si incontrassero all'ultima giornata e la partita finisse in parità si procederebbe allo svolgimento dei tiri di rigore. Questa procedura avrà luogo solo nel caso in cui non ci fossero altre squadre coinvolte e la partita fosse decisiva per il passaggio del turno.

## Programma
| Fase              | Sorteggio              | Date                  |
| ----------------- | ---------------------- | --------------------- |
| Turno preliminare | 7 luglio 2022 (Nyon)   | 24 - 28 agosto 2022   |
| Turno principale  | 7 luglio 2022 (Nyon)   | 25 - 29 ottobre 2022  |
| Turno élite       | 3 novembre 2022 (Nyon) | 22 - 27 novembre 2022 |
| Fase finale       | 5 aprile 2023 (Nyon)   | 5 - 7 maggio 2023     |

Nei mini-tornei il calendario è il seguente, con una giornata di riposo tra la seconda e la terza giornata:
Nota: per il calendario la squadra organizzatrice è considerata la squadra 1, le altre sono classificate in base al proprio ranking nei turni preliminare e principale e in base alla posizione al momento del sorteggio per il turno élite.
| Giornata   | Partite      |
| ---------- | ------------ |
| Giornata 1 | 2 v 4, 3 v 1 |
| Giornata 2 | 3 v 2, 1 v 4 |
| Giornata 3 | 4 v 3, 1 v 2 |

## Turno preliminare

### Sorteggio
Il sorteggio per i turni preliminare e principale si è tenuto il 7 luglio alle 14:30 CEST a Nyon. Si qualificano al turno principale le prime classificate di ogni girone. Le 32 squadre sono state divise in 4 fasce in base al coefficiente per club.
La procedura di sorteggio prevedeva 5 urne: la prima conteneva le squadre ospitanti, sorteggiate per prime e inserite nei gruppi in ordine di uscita e nella loro fascia di riferimento, dopodiché sono state sorteggiate le rimanenti squadre di quarta fascia, contenute nell'urna n°2, per poi proseguire con le squadre di terza, seconda e, infine, prima fascia.
| Urna 1 (ospitanti) | Urna 2 (4ª fascia)                                                                                                | Urna 3 (3ª fascia)                                                         | Urna 4 (2ª fascia)                          | Urna 5 (1ª fascia)                                                                 |
| --- | --- | -------------------------------------------------------------------------- | ------------------------------------------- | ---------------------------------------------------------------------------------- |
| - - Minerva (1ª fascia) - Yerevan FC (1ª fascia) - Doukas (2ª fascia) - Stuttgarter (2ª fascia) - Fortuna WNSC (2ª fascia) - Titograd (2ª fascia) - Cosmos Tallinn (3ª fascia) - Tirana (3ª fascia) | - - Şişli - FC Cardiff - ASA Technion Haifa - Amigo Northwest - Europa FC - Folgore - Belfast United - Ísbjörninn | - - Örebro - Nistru-Chișinău - Petrow - PYF Saltires - Encamp - Vesterålen | - - Helvecia - Loznica - Blue Magic - APOEL | - - KaDy - Georgians Tbilisi - Gentofte - Lučenec - Piast Gliwice - Differdange 03 |

### Risultati
Le gare si svolgeranno tra il 24 e il 28 agosto 2022. (H) indica la squadra ospitante.

#### Gruppo A
| Squadra      | P.ti | G | V | N | P | GF | GS | DR  |
| ------------ | ---- | - | - | - | - | -- | -- | --- |
| KaDy         | 9    | 3 | 3 | 0 | 0 | 30 | 3  | +27 |
| Titograd (H) | 6    | 3 | 2 | 0 | 1 | 14 | 4  | +10 |
| Encamp       | 3    | 3 | 1 | 0 | 2 | 7  | 16 | -9  |
| Ísbjörninn   | 0    | 3 | 0 | 0 | 3 | 3  | 31 | -28 |

| Squadra 1   | Risultato   | Squadra 2   |
| 1ª giornata | 1ª giornata | 1ª giornata |
| ----------- | ----------- | ----------- |
| KaDy        | 17 - 0      | Ísbjörninn  |
| Encamp      | 0 - 4       | Titograd    |
| 2ª giornata |             |             |
| Encamp      | 1 - 10      | KaDy        |
| Titograd    | 8 - 1       | Ísbjörninn  |
| 3ª giornata |             |             |
| Ísbjörninn  | 2 - 6       | Encamp      |
| Titograd    | 2 - 3       | KaDy        |

#### Gruppo B
| Squadra          | P.ti | G | V | N | P | GF | GS | DR |
| ---------------- | ---- | - | - | - | - | -- | -- | -- |
| Gentofte         | 7    | 3 | 2 | 1 | 0 | 15 | 7  | +7 |
| Fortuna WNSC (H) | 6    | 3 | 2 | 0 | 1 | 14 | 6  | +8 |
| Amigo Northwest  | 3    | 3 | 1 | 0 | 2 | 7  | 16 | -9 |
| PYF Saltires     | 1    | 3 | 0 | 1 | 2 | 2  | 8  | -6 |

| Squadra 1       | Risultato   | Squadra 2       |
| 1ª giornata     | 1ª giornata | 1ª giornata     |
| --------------- | ----------- | --------------- |
| Gentofte        | 10 - 4      | Amigo Northwest |
| PYF Saltires    | 1 - 5       | Fortuna WNSC    |
| 2ª giornata     |             |                 |
| PYF Saltires    | 1 - 1       | Gentofte        |
| Fortuna WNSC    | 6 - 1       | Amigo Northwest |
| 3ª giornata     |             |                 |
| Amigo Northwest | 2 - 0       | PYF Saltires    |
| Fortuna WNSC    | 3 - 4       | Gentofte        |

#### Gruppo C
| Squadra        | P.ti | G | V | N | P | GF | GS | DR  |
| -------------- | ---- | - | - | - | - | -- | -- | --- |
| Petrow         | 6    | 3 | 2 | 0 | 1 | 21 | 12 | +9  |
| Helvecia       | 6    | 3 | 2 | 0 | 1 | 28 | 14 | +14 |
| Yerevan FC (H) | 6    | 3 | 2 | 0 | 1 | 25 | 12 | +13 |
| Europa FC      | 0    | 3 | 0 | 0 | 3 | 2  | 38 | -36 |

| Squadra 1   | Risultato   | Squadra 2   |
| 1ª giornata | 1ª giornata | 1ª giornata |
| ----------- | ----------- | ----------- |
| Helvecia    | 15 - 0      | Europa FC   |
| Petrow      | 7 - 2       | Yerevan FC  |
| 2ª giornata |             |             |
| Petrow      | 6 - 9       | Helvecia    |
| Yerevan FC  | 15 - 1      | Europa FC   |
| 3ª giornata |             |             |
| Europa FC   | 1 - 8       | Petrow      |
| Yerevan FC  | 8 - 4       | Helvecia    |

#### Gruppo D
| Squadra     | P.ti | G | V | N | P | GF | GS | DR  |
| ----------- | ---- | - | - | - | - | -- | -- | --- |
| Loznica     | 9    | 3 | 3 | 0 | 0 | 30 | 6  | +24 |
| Minerva (H) | 6    | 3 | 2 | 0 | 1 | 12 | 8  | +4  |
| Vesterålen  | 3    | 3 | 1 | 0 | 2 | 12 | 12 | 0   |
| Folgore     | 0    | 3 | 0 | 0 | 3 | 3  | 31 | -28 |

| Squadra 1   | Risultato   | Squadra 2   |
| 1ª giornata | 1ª giornata | 1ª giornata |
| ----------- | ----------- | ----------- |
| Loznica     | 17 - 1      | Folgore     |
| Vesterålen  | 2 - 3       | Minerva     |
| 2ª giornata |             |             |
| Vesterålen  | 2 - 9       | Loznica     |
| Minerva     | 6 - 2       | Folgore     |
| 3ª giornata |             |             |
| Folgore     | 2 - 8       | Vesterålen  |
| Minerva     | 3 - 4       | Loznica     |

#### Gruppo E
| Squadra            | P.ti | G | V | N | P | GF | GS | DR  |
| ------------------ | ---- | - | - | - | - | -- | -- | --- |
| Piast Gliwice      | 7    | 3 | 2 | 1 | 0 | 12 | 2  | +10 |
| Doukas (H)         | 7    | 3 | 2 | 1 | 0 | 14 | 6  | +8  |
| Nistru-Chișinău    | 3    | 3 | 1 | 0 | 2 | 10 | 10 | 0   |
| ASA Technion Haifa | 0    | 3 | 0 | 0 | 3 | 2  | 20 | -18 |

| Squadra 1          | Risultato   | Squadra 2          |
| 1ª giornata        | 1ª giornata | 1ª giornata        |
| ------------------ | ----------- | ------------------ |
| Piast Gliwice      | 4 - 0       | ASA Technion Haifa |
| Nistru-Chișinău    | 2 - 4       | Doukas             |
| 2ª giornata        |             |                    |
| Nistru-Chișinău    | 0 - 6       | Piast Gliwice      |
| Doukas             | 8 - 2       | ASA Technion Haifa |
| 3ª giornata        |             |                    |
| ASA Technion Haifa | 0 - 8       | Nistru-Chișinău    |
| Doukas             | 2 - 2       | Piast Gliwice      |

#### Gruppo F
| Squadra           | P.ti | G | V | N | P | GF | GS | DR  |
| ----------------- | ---- | - | - | - | - | -- | -- | --- |
| Örebro            | 9    | 3 | 3 | 0 | 0 | 17 | 7  | +10 |
| Georgians Tbilisi | 6    | 3 | 2 | 0 | 1 | 14 | 11 | +3  |
| Stuttgarter       | 3    | 3 | 1 | 0 | 2 | 7  | 8  | -1  |
| Şişli (H)         | 0    | 3 | 0 | 0 | 3 | 9  | 21 | -12 |

| Squadra 1         | Risultato   | Squadra 2         |
| 1ª giornata       | 1ª giornata | 1ª giornata       |
| ----------------- | ----------- | ----------------- |
| Georgians Tbilisi | 3 - 5       | Örebro            |
| Stuttgarter       | 4 - 2       | Şişli             |
| 2ª giornata       |             |                   |
| Stuttgarter       | 2 - 4       | Georgians Tbilisi |
| Şişli             | 3 - 10      | Örebro            |
| 3ª giornata       |             |                   |
| Örebro            | 2 - 1       | Stuttgarter       |
| Şişli             | 4 - 7       | Georgians Tbilisi |

#### Gruppo G
| Squadra        | P.ti | G | V | N | P | GF | GS | DR  |
| -------------- | ---- | - | - | - | - | -- | -- | --- |
| Differdange 03 | 9    | 3 | 3 | 0 | 0 | 24 | 4  | +20 |
| Tirana (H)     | 6    | 3 | 2 | 0 | 1 | 23 | 6  | +17 |
| APOEL          | 3    | 3 | 1 | 0 | 2 | 10 | 16 | -6  |
| Belfast United | 0    | 3 | 0 | 0 | 3 | 4  | 35 | -31 |

| Squadra 1      | Risultato   | Squadra 2      |
| 1ª giornata    | 1ª giornata | 1ª giornata    |
| -------------- | ----------- | -------------- |
| Differdange 03 | 13 - 0      | Belfast United |
| APOEL          | 2 - 5       | Tirana         |
| 2ª giornata    |             |                |
| APOEL          | 1 - 7       | Differdange 03 |
| Tirana         | 15 - 0      | Belfast United |
| 3ª giornata    |             |                |
| Belfast United | 4 - 7       | APOEL          |
| Tirana         | 3 - 4       | Differdange 03 |

#### Gruppo H
| Squadra            | P.ti | G | V | N | P | GF | GS | DR  |
| ------------------ | ---- | - | - | - | - | -- | -- | --- |
| Lučenec            | 9    | 3 | 3 | 0 | 0 | 13 | 7  | +6  |
| Cosmos Tallinn (H) | 6    | 3 | 2 | 0 | 1 | 18 | 8  | +10 |
| Blue Magic         | 3    | 3 | 1 | 0 | 2 | 14 | 11 | +3  |
| FC Cardiff         | 0    | 3 | 0 | 0 | 3 | 4  | 23 | -19 |

| Squadra 1      | Risultato   | Squadra 2      |
| 1ª giornata    | 1ª giornata | 1ª giornata    |
| -------------- | ----------- | -------------- |
| Lučenec        | 6 - 3       | FC Cardiff     |
| Blue Magic     | 3 - 8       | Cosmos Tallinn |
| 2ª giornata    |             |                |
| Blue Magic     | 1 - 2       | Lučenec        |
| Cosmos Tallinn | 7 - 0       | FC Cardiff     |
| 3ª giornata    |             |                |
| FC Cardiff     | 1 - 10      | Blue Magic     |
| Cosmos Tallinn | 3 - 5       | Lučenec        |

## Turno principale

### Sorteggio
Il sorteggio per i turni preliminare e principale si è tenuto il 7 luglio alle 14:30 CEST. Nel percorso A, che vede la presenza dei campioni in carica e delle squadre dalla prima alla undicesima e dalla sedicesima alla diciannovesima del ranking, si qualificano le prime 3 classificate di ogni girone, mentre nel percorso B, che comprende le squadre dalla dodicesima alla quindicesima, dalla ventesima alla ventitreesima e le otto provenienti dal turno preliminare, solo le prime di ogni girone avanzano al turno élite.
Nel percorso A le squadre erano divise in 4 fasce, relative alla propria posizione nel ranking. Il sorteggio del percorso A prevedeva la presenza di 5 urne, una per ogni fascia più una contenente le squadre ospitanti, che sono state sorteggiate separatamente e allocate nella posizione relativa alla propria fascia di appartenenza. Ogni girone vede quindi una squadra per ogni fascia. Squadre provenienti dalla stessa federazione potevano essere sorteggiate nello stesso gruppo.
Nel percorso B le squadre erano divise in 3 fasce relative alla propria posizione nel ranking. Il sorteggio del percorso B prevedeva la presenza di 4 urne, una per ogni fascia più una contenente le squadre ospitanti, che sono state sorteggiate separatamente e allocate nella posizione relativa alla propria fascia di appartenenza. Ogni girone vedrà quindi la presenza di una squadra per ognuna delle prime due fasce e due squadre dell'ultima fascia. L'identità delle squadre provenienti dal turno preliminare non era nota al momento del sorteggio. Come deciso dal Comitato Esecutivo dell'UEFA non potevano incontrarsi in questo turno squadre provenienti da Kosovo e Serbia, Kosovo e Bosnia ed Erzegovina o Armenia e Azerbaigian.
| Percorso B                                                                                         | Percorso B | Percorso B                      | Percorso B                  | Percorso B |
| Urna 6 (ospitanti)                                                                                 | Urna 7 (vinc. turno prel., posizioni 4 e 3) | Urna 8 (posizione 2)            | Urna 9 (posizione 1)        |            |
| -------------------------------------------------------------------------------------------------- | --- | ------------------------------- | --------------------------- | ---------- |
| - - Žalgiris (posizione 1) - Mostar-SG (posizione 1) - Liqeni (posizione 2) - Shkupi (posizione 2) | - - Vincitrice gruppo A - Vincitrice gruppo B - Vincitrice gruppo C - Vincitrice gruppo D - Vincitrice gruppo E - Vincitrice gruppo F - Vincitrice gruppo G - Vincitrice gruppo H | - - Araz Naxçıvan - Feldi Eboli | - - Chrudim - Stalìca Minsk |            |

| Percorso A | Percorso A                 | Percorso A             | Percorso A                              | Percorso A                                          |
| Urna 10 (ospitanti)                                                                                                | Urna 11 (posizione 4)      | Urna 12 (posizione 3)  | Urna 13 (posizione 2)                   | Urna 14 (posizione 1)                               |
| --- | -------------------------- | ---------------------- | --------------------------------------- | --------------------------------------------------- |
| - - NV Makarska (posizione 3) - Anderlecht (posizione 3) - United Galați (posizione 4) - St. Andrews (posizione 4) | - - Pola - Sporting Parigi | - - Hovocubo - Haladás | - - Qairat - Dobovec - Prodeksim - Ayat | - - Barcellona - Sporting Lisbona - Benfica - Palma |

### Risultati
Le gare si svolgeranno tra il 25 e il 29 ottobre 2022. (H) indica la squadra ospitante.

#### Percorso A

##### Gruppo 1
| Squadra         | P.ti | G | V | N | P | GF | GS | DR  |
| --------------- | ---- | - | - | - | - | -- | -- | --- |
| Palma           | 5    | 3 | 1 | 2 | 0 | 15 | 9  | +6  |
| Anderlecht (H)  | 5    | 3 | 1 | 2 | 0 | 8  | 4  | +4  |
| Qairat          | 5    | 3 | 1 | 2 | 0 | 7  | 6  | +1  |
| Sporting Parigi | 0    | 3 | 0 | 0 | 3 | 7  | 18 | -11 |

| Squadra 1       | Risultato   | Squadra 2       |
| 1ª giornata     | 1ª giornata | 1ª giornata     |
| --------------- | ----------- | --------------- |
| Palma           | 11 - 5      | Sporting Parigi |
| Qairat          | 2 - 2       | Anderlecht      |
| 2ª giornata     |             |                 |
| Qairat          | 2 - 2       | Palma           |
| Anderlecht      | 4 - 0       | Sporting Parigi |
| 3ª giornata     |             |                 |
| Sporting Parigi | 2 - 3       | Qairat          |
| Anderlecht      | 2 - 2       | Palma           |

##### Gruppo 2
| Squadra          | P.ti | G | V | N | P | GF | GS | DR  |
| ---------------- | ---- | - | - | - | - | -- | -- | --- |
| Sporting Lisbona | 9    | 3 | 3 | 0 | 0 | 19 | 4  | +15 |
| NV Makarska (H)  | 4    | 3 | 1 | 1 | 1 | 4  | 9  | -5  |
| Pola             | 3    | 3 | 1 | 0 | 2 | 8  | 9  | -1  |
| Ayat             | 1    | 3 | 0 | 1 | 2 | 5  | 14 | -9  |

| Squadra 1        | Risultato   | Squadra 2        |
| 1ª giornata      | 1ª giornata | 1ª giornata      |
| ---------------- | ----------- | ---------------- |
| Sporting Lisbona | 5 - 3       | Pola             |
| Ayat             | 2 - 2       | NV Makarska      |
| 2ª giornata      |             |                  |
| Ayat             | 1 - 7       | Sporting Lisbona |
| NV Makarska      | 2 - 0       | Pola             |
| 3ª giornata      |             |                  |
| Pola             | 5 - 2       | Ayat             |
| NV Makarska      | 0 - 7       | Sporting Lisbona |

##### Gruppo 3
| Squadra         | P.ti | G | V | N | P | GF | GS | DR  |
| --------------- | ---- | - | - | - | - | -- | -- | --- |
| Barcellona      | 9    | 3 | 3 | 0 | 0 | 21 | 2  | +19 |
| St. Andrews (H) | 4    | 3 | 1 | 1 | 1 | 7  | 9  | -2  |
| Dobovec         | 4    | 3 | 1 | 1 | 1 | 4  | 9  | -5  |
| Hovocubo        | 0    | 3 | 0 | 0 | 3 | 2  | 14 | -12 |

| Squadra 1   | Risultato   | Squadra 2   |
| 1ª giornata | 1ª giornata | 1ª giornata |
| ----------- | ----------- | ----------- |
| Barcellona  | 6 - 1       | Hovocubo    |
| Dobovec     | 1 - 1       | St. Andrews |
| 2ª giornata |             |             |
| Dobovec     | 0 - 8       | Barcellona  |
| St. Andrews | 5 - 1       | Hovocubo    |
| 3ª giornata |             |             |
| Hovocubo    | 0 - 3       | Dobovec     |
| St. Andrews | 1 - 7       | Barcellona  |

##### Gruppo 4
| Squadra           | P.ti | G | V | N | P | GF | GS | DR  |
| ----------------- | ---- | - | - | - | - | -- | -- | --- |
| Benfica           | 9    | 3 | 3 | 0 | 0 | 15 | 3  | +12 |
| Uragan            | 4    | 3 | 1 | 1 | 1 | 10 | 8  | +2  |
| United Galați (H) | 3    | 3 | 1 | 0 | 2 | 5  | 15 | -10 |
| Haladás           | 1    | 3 | 0 | 1 | 2 | 7  | 11 | -4  |

| Squadra 1     | Risultato   | Squadra 2     |
| 1ª giornata   | 1ª giornata | 1ª giornata   |
| ------------- | ----------- | ------------- |
| Benfica       | 3 - 1       | Haladás       |
| Uragan        | 5 - 0       | United Galați |
| 2ª giornata   |             |               |
| Uragan        | 1 - 4       | Benfica       |
| United Galați | 4 - 2       | Haladás       |
| 3ª giornata   |             |               |
| Haladás       | 4 - 4       | Uragan        |
| United Galați | 1 - 8       | Benfica       |

#### Percorso B

##### Gruppo 5
| Squadra       | P.ti | G | V | N | P | GF | GS | DR |
| ------------- | ---- | - | - | - | - | -- | -- | -- |
| Loznica       | 9    | 3 | 3 | 0 | 0 | 12 | 5  | +7 |
| Mostar-SG (H) | 6    | 3 | 2 | 0 | 1 | 7  | 6  | +1 |
| Örebro        | 3    | 3 | 1 | 0 | 2 | 10 | 11 | -1 |
| Araz Naxçıvan | 0    | 3 | 0 | 0 | 3 | 5  | 12 | -7 |

| Squadra 1     | Risultato   | Squadra 2     |
| 1ª giornata   | 1ª giornata | 1ª giornata   |
| ------------- | ----------- | ------------- |
| Araz Naxçıvan | 2 - 5       | Örebro        |
| Loznica       | 2 - 1       | Mostar-SG     |
| 2ª giornata   |             |               |
| Loznica       | 4 - 1       | Araz Naxçıvan |
| Mostar-SG     | 3 - 2       | Örebro        |
| 3ª giornata   |             |               |
| Örebro        | 3 - 6       | Loznica       |
| Mostar-SG     | 3 - 2       | Araz Naxçıvan |

##### Gruppo 6
| Squadra       | P.ti | G | V | N | P | GF | GS | DR  |
| ------------- | ---- | - | - | - | - | -- | -- | --- |
| Piast Gliwice | 9    | 3 | 3 | 0 | 0 | 19 | 4  | +15 |
| Stalìca Minsk | 3    | 3 | 1 | 0 | 2 | 10 | 12 | -2  |
| Gentofte      | 3    | 3 | 1 | 0 | 2 | 7  | 11 | -4  |
| Liqeni (H)    | 3    | 3 | 1 | 0 | 2 | 9  | 18 | -9  |

| Squadra 1     | Risultato   | Squadra 2     |
| 1ª giornata   | 1ª giornata | 1ª giornata   |
| ------------- | ----------- | ------------- |
| Stalìca Minsk | 1 - 6       | Piast Gliwice |
| Gentofte      | 3 - 4       | Liqeni        |
| 2ª giornata   |             |               |
| Gentofte      | 4 - 3       | Stalìca Minsk |
| Liqeni        | 3 - 9       | Piast Gliwice |
| 3ª giornata   |             |               |
| Piast Gliwice | 4 - 0       | Gentofte      |
| Liqeni        | 2 - 6       | Stalìca Minsk |

##### Gruppo 7
| Squadra      | P.ti | G | V | N | P | GF | GS | DR  |
| ------------ | ---- | - | - | - | - | -- | -- | --- |
| Feldi Eboli  | 9    | 3 | 3 | 0 | 0 | 21 | 7  | +14 |
| Žalgiris (H) | 6    | 3 | 2 | 0 | 1 | 13 | 8  | +5  |
| Petrow       | 3    | 3 | 1 | 0 | 2 | 8  | 17 | -9  |
| KaDy         | 0    | 3 | 0 | 0 | 3 | 5  | 15 | -10 |

| Squadra 1   | Risultato   | Squadra 2   |
| 1ª giornata | 1ª giornata | 1ª giornata |
| ----------- | ----------- | ----------- |
| Feldi Eboli | 4 - 2       | KaDy        |
| Petrow      | 1 - 4       | Žalgiris    |
| 2ª giornata |             |             |
| Petrow      | 3 - 10      | Feldi Eboli |
| Žalgiris    | 7 - 0       | KaDy        |
| 3ª giornata |             |             |
| KaDy        | 3 - 4       | Petrow      |
| Žalgiris    | 2 - 7       | Feldi Eboli |

##### Gruppo 8
| Squadra        | P.ti | G | V | N | P | GF | GS | DR  |
| -------------- | ---- | - | - | - | - | -- | -- | --- |
| Chrudim        | 7    | 3 | 2 | 1 | 0 | 7  | 3  | +4  |
| Differdange 03 | 6    | 3 | 2 | 0 | 1 | 13 | 5  | +8  |
| Lučenec        | 4    | 3 | 1 | 1 | 1 | 7  | 5  | +2  |
| Shkupi (H)     | 0    | 3 | 0 | 0 | 3 | 2  | 16 | -14 |

| Squadra 1      | Risultato   | Squadra 2      |
| 1ª giornata    | 1ª giornata | 1ª giornata    |
| -------------- | ----------- | -------------- |
| Chrudim        | 2 - 2       | Lučenec        |
| Differdange 03 | 9 - 2       | Shkupi         |
| 2ª giornata    |             |                |
| Differdange 03 | 1 - 2       | Chrudim        |
| Shkupi         | 0 - 4       | Lučenec        |
| 3ª giornata    |             |                |
| Lučenec        | 1 - 3       | Differdange 03 |
| Shkupi         | 0 - 3       | Chrudim        |

## Turno élite

### Sorteggio
Il sorteggio per il turno élite si è tenuto il 3 novembre alle 14:15 CET a Nyon.
Le squadre erano divise in 3 fasce: vincitrici dei gironi del percorso A (urna 4), seconde classificate dei gironi del percorso A (urna 3) e terze classificate del percorso A insieme alle vincitrici del percorso B (urna 2). Ogni girone vede una squadra per ognuna delle prime due fasce di cui sopra e due dell'ultima fascia. Le squadre ospitanti sono state divise in un'altra urna e riallocate alle fasce di competenza. Le prime classificate non potevano incontrare le seconde che provenivano dal loro stesso girone del turno principale. Squadre provenienti dalla stessa federazione possono incontrarsi in questo turno.

(H) indica la squadra ospitante.
(h) indica le squadre che avevano espresso interesse ad ospitare un gruppo ma non sono state estratte.
| Percorso A | Percorso A           | Percorso A               | Percorso A             |
| Gruppo     | Vincitore (Fascia 1) | Secondo posto (Fascia 2) | Terzo posto (Fascia 3) |
| ---------- | -------------------- | ------------------------ | ---------------------- |
| 1          | Palma (H)            | Anderlecht               | Qairat (H)             |
| 2          | Sporting Lisbona (h) | NV Makarska              | Pola (H)               |
| 3          | Barcellona           | St. Andrews              | Dobovec                |
| 4          | Benfica              | Uragan                   | United Galați          |
| Percorso B |                      |                          |                        |
| Gruppo     | Vincitore (Fascia 3) |                          |                        |
| 5          | Loznica              |                          |                        |
| 6          | Piast Gliwice (h)    |                          |                        |
| 7          | Feldi Eboli (H)      |                          |                        |
| 8          | Chrudim              |                          |                        |

### Risultati
Le vincitrici di ogni gruppo avanzano alla Final Four.

Le gare si sono svolte tra il 23 e il 26 novembre 2022. (H) indica la squadra ospitante.

#### Gruppo A
| Squadra          | P.ti | G | V | N | P | GF | GS | DR |
| ---------------- | ---- | - | - | - | - | -- | -- | -- |
| Sporting Lisbona | 9    | 3 | 3 | 0 | 0 | 13 | 4  | +9 |
| Uragan           | 6    | 3 | 2 | 0 | 1 | 11 | 9  | +2 |
| Feldi Eboli (H)  | 3    | 3 | 1 | 0 | 2 | 6  | 12 | -6 |
| Loznica          | 0    | 3 | 0 | 0 | 3 | 3  | 8  | -5 |

| Squadra 1        | Risultato   | Squadra 2        |
| 1ª giornata      | 1ª giornata | 1ª giornata      |
| ---------------- | ----------- | ---------------- |
| Sporting Lisbona | 4 - 2       | Loznica          |
| Uragan           | 7 - 4       | Feldi Eboli      |
| 2ª giornata      |             |                  |
| Uragan           | 2 - 4       | Sporting Lisbona |
| Feldi Eboli      | 2 - 0       | Loznica          |
| 3ª giornata      |             |                  |
| Loznica          | 1 - 2       | Uragan           |
| Feldi Eboli      | 0 - 5       | Sporting Lisbona |

#### Gruppo B
| Squadra       | P.ti | G | V | N | P | GF | GS | DR  |
| ------------- | ---- | - | - | - | - | -- | -- | --- |
| Palma (H)     | 9    | 3 | 3 | 0 | 0 | 15 | 3  | +12 |
| Piast Gliwice | 6    | 3 | 2 | 0 | 1 | 10 | 8  | +2  |
| NV Makarska   | 1    | 3 | 0 | 1 | 2 | 3  | 7  | -4  |
| Dobovec       | 1    | 3 | 0 | 1 | 2 | 5  | 15 | -10 |

| Squadra 1     | Risultato   | Squadra 2     |
| 1ª giornata   | 1ª giornata | 1ª giornata   |
| ------------- | ----------- | ------------- |
| NV Makarska   | 1 - 4       | Piast Gliwice |
| Dobovec       | 2 - 8       | Palma         |
| 2ª giornata   |             |               |
| Dobovec       | 1 - 1       | NV Makarska   |
| Palma         | 5 - 0       | Piast Gliwice |
| 3ª giornata   |             |               |
| Piast Gliwice | 6 - 2       | Dobovec       |
| Palma         | 2 - 1       | NV Makarska   |

#### Gruppo C
| Squadra     | P.ti | G | V | N | P | GF | GS | DR |
| ----------- | ---- | - | - | - | - | -- | -- | -- |
| Benfica     | 7    | 3 | 2 | 1 | 0 | 11 | 4  | +7 |
| Chrudim     | 5    | 3 | 1 | 2 | 0 | 7  | 6  | +1 |
| St. Andrews | 2    | 3 | 0 | 2 | 1 | 2  | 8  | -6 |
| Qairat (H)  | 1    | 3 | 0 | 1 | 2 | 2  | 4  | -2 |

| Squadra 1   | Risultato   | Squadra 2   |
| 1ª giornata | 1ª giornata | 1ª giornata |
| ----------- | ----------- | ----------- |
| Benfica     | 3 - 3       | Chrudim     |
| St. Andrews | 0 - 0       | Qairat      |
| 2ª giornata |             |             |
| St. Andrews | 0 - 6       | Benfica     |
| Qairat      | 1 - 2       | Chrudim     |
| 3ª giornata |             |             |
| Chrudim     | 2 - 2       | St. Andrews |
| Qairat      | 1 - 2       | Benfica     |

#### Gruppo D
| Squadra       | P.ti | G | V | N | P | GF | GS | DR  |
| ------------- | ---- | - | - | - | - | -- | -- | --- |
| Anderlecht    | 7    | 3 | 2 | 1 | 0 | 17 | 7  | +10 |
| Barcellona    | 7    | 3 | 2 | 1 | 0 | 18 | 9  | +9  |
| Pola (H)      | 3    | 3 | 1 | 0 | 2 | 9  | 12 | -3  |
| United Galați | 0    | 3 | 0 | 0 | 3 | 4  | 20 | -16 |

| Squadra 1     | Risultato   | Squadra 2     |
| 1ª giornata   | 1ª giornata | 1ª giornata   |
| ------------- | ----------- | ------------- |
| Barcellona    | 6 - 2       | United Galați |
| Anderlecht    | 3 - 2       | Pola          |
| 2ª giornata   |             |               |
| Anderlecht    | 5 - 5       | Barcellona    |
| Pola          | 5 - 2       | United Galați |
| 3ª giornata   |             |               |
| United Galați | 0 - 9       | Anderlecht    |
| Pola          | 7 - 2       | Barcellona    |

## Final four
La final four si terrà il 5 e 7 maggio 2023. Le partite si svolgeranno presso la Palma Arena di Palma. In caso di parità al termine delle partite il regolamento prevedeva due tempi supplementari di 5' e, in caso di ulteriore parità, lo svolgimento dei tiri di rigore. Nella finale 3º posto non saranno previsti tempi supplementari. Il sorteggio si è svolto il 5 aprile a Nyon alle 14:30.

### Squadre qualificate
Le seguenti 4 squadre si sono qualificate alla Final Four.
Nella tabella le edizioni fino alla 2018 si sono disputate con la denominazione di Coppa Uefa, quelle dal 2019 in poi come Champions League. Sono mostrate solo le partecipazioni alla final four e alla final eight, nel 2002 e dal 2007 in poi.
Campione e squadra ospitante per l'anno in questione.
| Gruppo | Squadra          | Partecipazioni precedenti                                |
| ------ | ---------------- | -------------------------------------------------------- |
| A      | Sporting Lisbona | 9 (2002, 2011, 2012, 2015, 2017, 2018, 2019, 2021, 2022) |
| B      | Palma (H)        | Esordiente                                               |
| C      | Benfica          | 5 (2010, 2011, 2016, 2021, 2022)                         |
| D      | Anderlecht       | Esordiente                                               |

### Tabellone
|  | Semifinali       | Semifinali       | Semifinali       |                  |             | Finale          | Finale          | Finale          |  |
|  |                  |                  |                  |                  |             |                 |                 |                 |  |
|  | Palma            | Palma            | 4                |                  |             |                 |                 |                 |  |
|  | Palma            | Palma            | 4                |                  |             |                 |                 |                 |  |
|  | Benfica          | Benfica          | 3                |                  |             |                 |                 |                 |  |
|  | Benfica          | Benfica          | 3                |                  | Palma (dtr) | Palma (dtr)     | 1 (5)           |                 |  |
|  |                  |                  |                  |                  | Palma (dtr) | Palma (dtr)     | 1 (5)           |                 |  |
|  |                  |                  | Sporting Lisbona | Sporting Lisbona | 1 (3)       |                 |                 |                 |  |
|  | Sporting Lisbona | Sporting Lisbona | Sporting Lisbona | Sporting Lisbona | 1 (3)       | 7               |                 |                 |  |
|  | Sporting Lisbona | Sporting Lisbona |                  |                  |             | 7               |                 |                 |  |
|  | Anderlecht       | Anderlecht       | 1                |                  |             | Finale 3º posto | Finale 3º posto | Finale 3º posto |  |
|  | Anderlecht       | Anderlecht       | 1                |                  |             |                 |                 |                 |  |
|  |                  |                  |                  |                  |             |                 |                 |                 |  |
|  |                  |                  |                  |                  |             | Benfica         | Benfica         | 4               |  |
|  |                  |                  |                  |                  |             | Benfica         | Benfica         | 4               |  |
|  |                  |                  |                  |                  |             | Anderlecht      | Anderlecht      | 3               |  |

Gli orari indicati sono locali (CEST, UTC+2).

### Semifinali
| Arbitri: | Marc Birkett Kamil Çetin Ondřej Černý |
| Crono:   | Cédric Pelissier                      |

| |           |                  |
| Cavinato 1'43'’ T. Paçó 2'10'’ Merlim 3'16'’ Edu 4'56'’ (aut.) Neves 6'19'’, 28'45'’ Erick 11'01'’ | Marcatori | 25'28'’ Jelovčić |

| Arbitri: | Nikola Jelić Vedran Babic Grigori Ošomkov |
| Crono:   | Gábor Kovács                              |

|                                                             |           |                                               |
| Tayebi 1'19'’ (rig.), 17'11'’ Mancuso 5'00'’ Cainan 21'03'’ | Marcatori | 18'29'’ Čiškala 20'23'’ Gugiel 24'18'’ Sobral |

### Finale 3º posto
| Arbitri: | Gábor Kovács Grigori Ošomkov Marc Birkett |
| Crono:   | Vedran Babic                              |

|                                                         |           |                                           |
| Čiškala 5'44'’, 23'42'’ D. Nunes 26'16'’ Arthur 29'03'’ | Marcatori | 16'59'’, 38'02'’ Gréllo 32'43'’ Roncaglio |

### Finale
| Arbitri: | Ondřej Černý Cédric Pelissier Nikola Jelić |
| Crono:   | Marc Birkett                               |

| |                      | |
| Rivillos 13'56'’ | Marcatori            | 32'21'’ Zicky |
| Tayebi Cainan Marlon Cléber Rivillos | Tiri di rigore 5 – 3 | Varela Cavinato T. Paçó Erick |
| · Luan Muller 3 · Tomaz Braga 14 · Chaguinha 2 · 4'40'’ Cainan De Matos 33 · Eloy Rojas 8 · Carlos Barrón 1 · Mancuso 7 · 34'01'’ Marlon Araújo 10 · Mario Rivillos 11 · Moslem Oladghobad 13 · Hossein Tayebi 15 · Cléber 17 · Dani Saldise 20 · Fabinho 28 | Formazioni           | · 14 Guitta · 9 João Matos · 8 Erick Mendonça · 29 Alex Merlim · 17 Diego Cavinato 50'00'’ · 16 Bernardo Paçó 39'23'’ · 3 Diogo Santos · 4 Tomás Paçó · 6 Zicky Té 27'44'’ · 7 Hugo Neves · 10 Pauleta · 13 Anton Sokolov · 18 Pany Varela 7'19'’ · 44 Esteban Cejudo |

## Classifica marcatori
- Turno preliminare: Sono state segnate 420 reti in 48 incontri (8,75 gol per partita).
- Turno principale: Sono state segnate 299 reti in 48 incontri (6,23 gol per partita).
- Turno élite: Sono state segnate 136 reti in 24 incontri (5,67 gol per partita).
- Final Four: Sono state segnate 24 reti in 4 incontri (6,00 gol per partita).
- Totale: Sono state segnate 879 reti in 124 incontri (7,09 gol per partita).

— Squadra eliminata / inattiva in questo turno.

| Pos. | Giocatore                      | Squadra          | PR | MR | ER | Final Four | Final Four | Final Four | Totale |
| Pos. | Giocatore                      | Squadra          | PR | MR | ER | SF         | F3         | F          | Totale |
| ---- | ------------------------------ | ---------------- | -- | -- | -- | ---------- | ---------- | ---------- | ------ |
| 1    | Vinicius Lazzaretti            | Piast Gliwice    | 3  | 6  | 2  | —          | —          | —          | 11     |
| 2    | Mladen Kocić                   | Loznica          | 6  | 3  | 0  | —          | —          | —          | 9      |
| 2    | Jere Intala                    | KaDy             | 9  | 0  | —  | —          | —          | —          | 9      |
| 4    | Hossein Tayebi                 | Palma            | —  | 4  | 1  | 2          | —          | 0          | 7      |
| 4    | Vinícius Rocha                 | Benfica          | —  | 3  | 4  | 0          | 0          | —          | 7      |
| 4    | Miguel Ângelo Parreira Pegacha | Piast Gliwice    | 0  | 5  | 2  | —          | —          | —          | 7      |
| 4    | Eduardo Taborda dos Santos     | Loznica          | 4  | 2  | 1  | —          | —          | —          | 7      |
| 4    | Artjoms Kozlovskis             | Petrow           | 5  | 2  | —  | —          | —          | —          | 7      |
| 4    | Italo                          | KaDy             | 6  | 1  | —  | —          | —          | —          | 7      |
| 4    | Newton                         | KaDy             | 6  | 1  | —  | —          | —          | —          | 7      |
| 4    | Richard Rejala                 | Differdange 03   | 6  | 1  | —  | —          | —          | —          | 7      |
| 4    | Denerson Moreira               | Helvecia         | 7  | —  | —  | —          | —          | —          | 7      |
| 13   | Hugo Neves                     | Sporting Lisbona | —  | 4  | 1  | 1          | —          | 0          | 6      |
| 13   | Matheus Rodrigues              | Barcellona       | —  | 0  | 6  | —          | —          | —          | 6      |
| 13   | Adolfo Fernández Díaz          | Barcellona       | —  | 2  | 4  | —          | —          | —          | 6      |
| 13   | Luizinho                       | Feldi Eboli      | —  | 4  | 2  | —          | —          | —          | 6      |
| 13   | Guilhermão                     | Feldi Eboli      | —  | 4  | 2  | —          | —          | —          | 6      |
| 13   | Sergio González                | Barcellona       | —  | 6  | 0  | —          | —          | —          | 6      |
| 13   | Hugo Martínez                  | Differdange 03   | 2  | 4  | —  | —          | —          | —          | 6      |
| 13   | Maicon Tauan Dias Alves        | Örebro           | 3  | 3  | —  | —          | —          | —          | 6      |
| 13   | Miks Babris                    | Petrow           | 4  | 2  | —  | —          | —          | —          | 6      |
| 13   | José Adalberto Junior          | Örebro           | 5  | 1  | —  | —          | —          | —          | 6      |
| 13   | Dzmitry Kuzmin                 | Petrow           | 5  | 1  | —  | —          | —          | —          | 6      |
| 13   | Ramadan Alaj                   | Tirana           | 6  | —  | —  | —          | —          | —          | 6      |
| 13   | Filip Markovic                 | Titograd         | 6  | —  | —  | —          | —          | —          | 6      |
| 13   | Eduardo Antonio Tijerin Lopez  | Helvecia         | 6  | —  | —  | —          | —          | —          | 6      |

| Pos. | Giocatore                      | Squadra          | PR | MR | ER | Final Four | Final Four | Final Four | Totale |
| Pos. | Giocatore                      | Squadra          | PR | MR | ER | SF         | F3         | F          | Totale |
| ---- | ------------------------------ | ---------------- | -- | -- | -- | ---------- | ---------- | ---------- | ------ |
| 27   | Mario Rivillos                 | Palma            | —  | 1  | 3  | 0          | —          | 1          | 5      |
| 27   | Zicky Té                       | Sporting Lisbona | —  | 3  | 1  | 0          | —          | 1          | 5      |
| 27   | Diego Cavinato                 | Sporting Lisbona | —  | 2  | 2  | 1          | —          | 0          | 5      |
| 27   | Ivan Čiškala                   | Benfica          | —  | 0  | 2  | 1          | 2          | —          | 5      |
| 27   | Diogo Guimarães de Lana Castro | Anderlecht       | —  | 1  | 4  | 0          | 0          | —          | 5      |
| 27   | Gabriel Gréllo                 | Anderlecht       | —  | 0  | 3  | 0          | 2          | —          | 5      |
| 27   | Anton Sokolov                  | Sporting Lisbona | —  | 2  | 3  | 0          | —          | 0          | 5      |
| 27   | Sergio Lozano                  | Barcellona       | —  | 5  | 0  | —          | —          | —          | 5      |
| 27   | Marko Avramović                | Loznica          | 2  | 3  | 0  | —          | —          | —          | 5      |
| 27   | Daniel Filipe Gouveia Costa    | Differdange 03   | 3  | 2  | —  | —          | —          | —          | 5      |
| 27   | Vlads Rimkus                   | Petrow           | 3  | 2  | —  | —          | —          | —          | 5      |
| 27   | Lassi Lintula                  | KaDy             | 4  | 1  | —  | —          | —          | —          | 5      |
| 27   | Miloš Stojković                | Loznica          | 4  | 1  | 0  | —          | —          | —          | 5      |
| 27   | Garegin Mashumyan              | Yerevan FC       | 5  | —  | —  | —          | —          | —          | 5      |
| 27   | Marco Meitz                    | Fortuna WNSC     | 5  | —  | —  | —          | —          | —          | 5      |
| 27   | Anel Radmilović                | Fortuna WNSC     | 5  | —  | —  | —          | —          | —          | 5      |
| 27   | Frederico De Sa Lima Torres    | Differdange 03   | 5  | 0  | —  | —          | —          | —          | 5      |